# Thudaca mimodora
Espèce
Thudaca mimodora est une espèce de lépidoptères de la famille des Depressariidae et de la sous-famille des Hypertrophinae.
On la trouve en Australie.
Son imago a une envergure d'environ 20 mm.
Sa chenille se nourrit sur des eucalyptus.